# Col d’Allos
Der Col d’Allos ist ein Straßenpass im französischen Département Alpes-de-Haute-Provence. Die Passhöhe befindet sich auf 2247 m. Der Übergang verbindet Barcelonnette (1150 m) im Tal der Ubaye mit Allos, Colmars (1261 m), wo auch die Straße über den Col des Champs ihren Ausgang nimmt, und Saint-André-les-Alpes (889 m).

## Geographie
Der Col d’Allos liegt wie die parallel laufenden Nord-Süd-Verbindungen Col de la Cayolle und Col de la Bonette im Nationalpark Mercantour der französischen Seealpen. In der Nähe der Passhöhe entspringt der Fluss Verdon, der später durch den spektakulären Grand Canyon du Verdon verläuft.

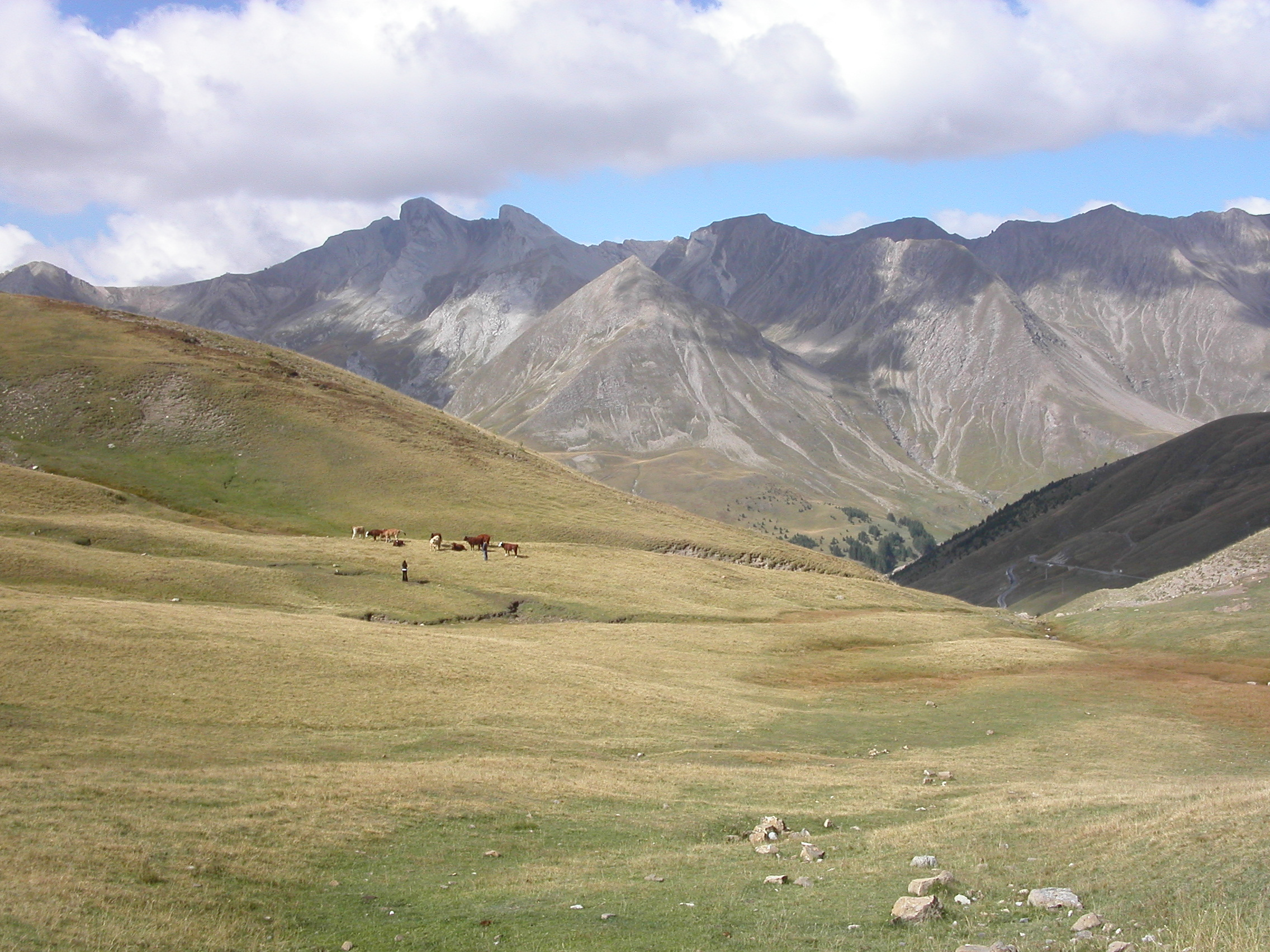
Col d’Allos, Aussicht

## Rennradnutzung

### Tour de France
Der Col d’Allos stand zwischen 1911 und 1939 stets im Programm der Tour de France. Mit 34 Überquerungen gehört er zu den zehn am häufigsten befahrenen Pässen der Frankreichrundfahrt. In den letzten Jahrzehnten wurde er jedoch selten berücksichtigt, letztmals in der 17. Etappe der Tour des Jahres 2015 (Stand: Juli 2015). Zuletzt wurde er in der Bergwertung der 1. Kategorie zugeordnet.
Liste der Radfahrer, die bei den entsprechenden Etappen der Tour als Erste den Pass erreicht haben:
| - 1911: François Faber - 1912: Octave Lapize - 1913: Lucien Petit-Breton - 1914: Firmin Lambot und Henri Pélissier - 1919: Honoré Barthélémy - 1920: Firmin Lambot - 1921: Hector Heusghem und Honoré Barthélémy - 1922: Jean Alavoine - 1923: Henri Pélissier - 1924: Nicolas Frantz - 1925: Auguste Verdyck - 1926: Lucien Buysse - 1927: Nicolas Frantz - 1928: Nicolas Frantz - 1929: Joseph Demuysere - 1930: Benoit Faure - 1931: Joseph Demuysere | - 1932: Benoit Faure - 1933: Fernand Fayolle - 1934: René Vietto - 1935: Félicien Vervaecke - 1936: Julián Berrendero - 1937: Mario Vicini - 1938: Gino Bartali - 1939: Edward Vissers - 1947: René Vietto - 1948: Jean Robic - 1949: Fausto Coppi - 1957: Louis Bergaud - 1967: Georges Chappe - 1969: Luis Pedro Santamarina - 1975: Eddy Merckx - 2000: Pascal Hervé - 2015: Simon Geschke |

### Tourismus
Der Col d’Allos bildet zusammen mit dem Col des Champs und dem Col de la Cayolle eine beliebte Rundstrecke für Rennradfahrer. Beide Aufstiege sind mit speziellen Schildern für Radfahrer ausgestattet. Während diese Schilder im Aufstieg von Barcelonnette in Abständen von ungefähr einem Kilometer angebracht sind, stehen sie im Aufstieg von Colmars in weiteren und unregelmäßigen Abständen. Im Juli und August ist der Col d’Allos Freitag morgens von 8 Uhr bis 11 Uhr für Radfahrer reserviert.

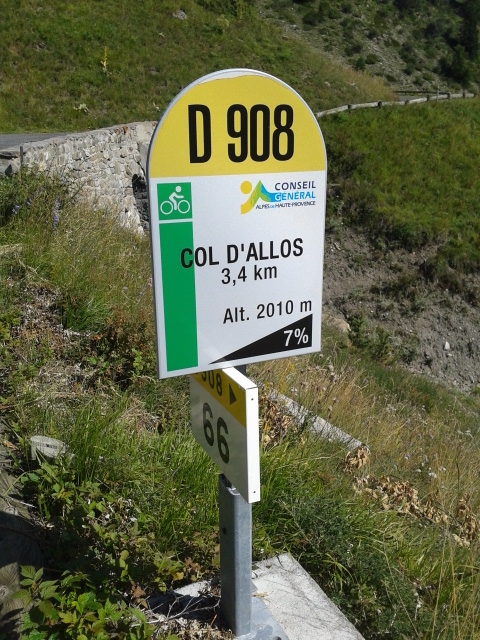
Eine der speziellen Kilometermarken für Radfahrer im Aufstieg von Barcelonnette